# Order Franciski
Order Galijskiej Franciski (fr. L'ordre de la Francisque gallique) – wysokie odznaczenie nadawane przez marionetkowe Państwo Francuskie w czasie II wojny światowej.

## Historia
Franciska była narodową bronią Franków w formie topora. Franciska o dwóch ostrzach we francuskich barwach narodowych i trzonku w formie laski marszałkowskiej była osobistym symbolem Szefa Państwa Philippe'a Petaina. Po proklamacji marionetkowego państwa pojawił się pomysł ustanowienia nowego odznaczenia symbolizującego Rewolucję Narodową, czyli program rządu Vichy. Autorem przedstawionego Petain'owi 1 października 1940 projektu odznaczenia był kpt. rez. Robert Ehret. 
Order Galijskiej Franciski ustanowiono 26 maja 1941. Dekoracji dokonywał sam Petain po zbadaniu przeszłości kandydata przez dwunastoosobową komisję kierowaną przez gen. Charles'a Brécard, przyszły kawaler musiał już przed wojną wykazywać inicjatywy zgodne z linią "Rewolucji Narodowej" oraz swoje przywiązanie do osoby Szefa Państwa, mieć cenione zasługi wojskowe lub cywilne, mieć oboje rodziców pochodzenia francuskiego oraz nigdy nie należeć do nielegalnych stowarzyszeń. 
Łącznie odznaczono 2626 osób, dekretem z 7 stycznia 1944 Francuski Komitet Wyzwolenia Narodowego usunął order z francuskiego systemu odznaczeń zakazując jego noszenia.

## Wygląd
Insygniami orderu jest symbol marsz. Petaina o 26,5 mm i szerokość 19,4 mm. Noszony był nad lewą kieszenią wojskowego munduru lub w lewej klapie cywilnej marynarki.

## Odznaczeni
Wśród 2626 odznaczonych Orderem Galijskie Franciski znaleźli się m.in.:
- adm. François Darlan – wicepremier i głównodowodzący Armii Rozejmowej;
- Philippe Henriot – sekretarz stanu ds. informacji i propagandy;
- gen. armii Maxime Weygand – dowódca Armii Rozejmowej w Afryce Północnej;
- gen. armii Charles Huntziger – dowódca wojsk lądowych Armii Rozejmowej;
- adm. Charles Platon – sekretarz stanu ds. kolonii;
- ppłk rez. Alfred Heurtaux – wiceprzewodniczący Legionu Francuskich Weteranów, jednocześnie bojownik Ruchu Oporu;
- ppłk Raoul Salan – szef wywiadu we Francuskiej Afryce Zachodniej (późniejszy przywódca OAS);
- Bernard de Chalvron – doradca Szefa Państwa ds. Algierii Francuskiej, jednocześnie bojownik Ruchu Oporu;
- François Mitterrand – delegat Krajowej Służby Jeńców Wojennych, jednocześnie bojownik Ruchu Oporu (późniejszy Prezydent Republiki Francuskiej);
- Ludwik II Grimaldi – książę Monako;
- wiceadm. Jean-Marie Charles Abrial – Minister Marynarki, głównodowodzący sił morskich Francji Vichy,